# مازدا 3
إن مازدا 3 المعروفة باسم مازدا Axela في اليابان (الأجيال الثلاثة الأولى)، هي مزيج من «التسارع» و «الامتياز») وهي سيارة يتم تصنيعها في اليابان من مازدا. وقد تم عرضها في عام 2003 كموديل عام 2004 مستبدلة سيارة مازدا فاميليا /323/ بروتيجيه في القسم C. إن النسخة موجهة الأداء من مازدا 3 تم تسويقها كمازدا سبيد ثري مازدا speed3 في أمريكا الشمالية، مازدا اكسيلا في اليابان ومازدا 3 MPS في أوروبا.
والجيل الثاني من مازدا 3 طراز عام 2009 قد أزيح الستار عنها في وقت متأخر من عام 2008، مع سيدان في العرض الأول في معرض لوس انجليس للسيارات وهاتشباك في معرض بولونيا للسيارات. بالنسبة لعام 2012، بدأت مازدا في تقديم مازدا 3 بتقنية سكاي اكتيف المطورة حديثًا، بما في ذلك هيكل أكثر صلابة، ومحرك حقن مباشر جديد، وناقل حركة جديد بست سرعات.
تم تقديم الجيل الثالث في منتصف عام 2013 كموديل عام 2014.
تم الكشف عن الجيل الرابع من مازدا 3 لعام 2019 في نوفمبر 2018 في معرض لوس أنجلوس للسيارات والعرض الأول لرابطة دول جنوب شرق آسيا في معرض سنغافورة للسيارات. بالنسبة لطراز 2019، تم تجهيز مازدا 3 الجديدة بالكامل بتقنية سكاي اكتيف المطورة حديثًا، بما في ذلك أحدث محركات سكاي اكتيف -X وسكاي اكتيف -G وسكاي اكتيف -D ، كل منها يوفر تحكمًا سريعًا في السرعة في أي حالة قيادة، ونظام الإشعال بالضغط المتحكم فيه بالشرارة.
أصبحت مازدا 3 السيارة الأسرع مبيعًا من مازدا في يناير 2019، مع مبيعات تراكمية تجاوزت 6 ملايين وحدة.

## الجيل الأول (BK ؛ 2003)
تم إطلاق سلسلة BK من مازدا 3 في اليابان في أكتوبر 2003 باسم أكسيلا. لاقى هذا الطراز استقبالًا جيدًا بشكل عام من قبل صحافة السيارات لأدائه ومناوله وتصميمه الداخلي ، حيث وصفه البعض بأنه يشعر وكأنه سيارة سيدان / صالون رياضية أكثر تكلفة على الرغم من سعره الموجه نحو القيمة. تضمنت بعض الانتقادات الاقتصاد في استهلاك الوقود ونتائج اختبارات التصادم (حصلت على أربعة فقط من أصل خمسة نجوم كحد أقصى من برنامج اختبار السلامة EURO NCAP) والتي تم تصحيحها من خلال وضع ستة أكياس هوائية قياسية. في عام 2006 ، كانت مازدا 3 ثاني أكثر السيارات مبيعًا في كندا والسيارة الأكثر مبيعًا في إسرائيل خلال 2005-2007.

### التصميم
تعتمد مازدا 3 على منصة Ford العالمية C1 ، المشتركة مع أحدث سيارات Ford Focus الأوروبية وفولفو S40 . بعد معاينة سيارة MX-Sportif الاختبارية ، تتوفر مازدا 3 بنمطين ، سيارة سيدان فاستباك / صالون  بأربعة أبواب ، يتم تسويقها على أنها «طراز كوبيه بأربعة أبواب» في أوروبا ، وهاتشباك بخمسة أبواب ، تحمل العلامة التجارية الرياضية. نسخة في كندا واليابان والولايات المتحدة. بدأت أعمال التصميم تحت إشراف كبير المصممين هيديكي سوزوكي Hideki Suzuki في عام 1999 في ثلاثة مراكز تصميم مازدا في كاليفورنيا ، الولايات المتحدة ؛ فرانكفورت، ألمانيا؛ وهيروشيما ، اليابان. بحلول عام 2001 ، تم اختيار تصميم هاسيب جيرجين كمرشح نهائي. تم إرسال جرجين للعمل في هيروشيما لمدة 6 أشهر ، وبعد ذلك تم تجميد التصميم النهائي للإنتاج المقرر لعام 2003.
يتكون التعليق الأمامي من دعامات ماكفرسون MacPherson ، مع نوابض لولبية وقضيب مضاد للدحرجة . التعليق الخلفي عبارة عن تعليق متعدد الوصلات "E-link" من تصميم فورد ، مع أربع وصلات تحديد لكل عجلة وقضيب مضاد للدحرجة ، معلق على نوابض لولبية مثبتة داخل ماصات الصدمات لتقليل بروز نظام التعليق في منطقة الحمولة. من المعروف أن الجيل الأول من مازدا 3  يعاني من عطل تلقائي في المكبس على شكل تكسير المكبس لنفسه نتيجة لعيوب التصنيع التي ابتليت بها نسبة صغيرة من السيارة الموثوقة عادة. تم تجهيز مكابح قرصية للعجلات الأربع بـأقراص 300 ملم (11.8 بوصة) في الأمام و 279 ملم (11 بوصة) للأقراص في الخلف ؛ يتوفر نظام ABS وتوزيع قوة الفرامل الإلكترونية أو نظام قياسي، وفقًا للطراز. تختلف أحجام العجلات والإطارات حسب الطراز ، من 15 بوصة في الطرازات الأساسية إلى عجلات اختيارية مقاس 17 بوصة في الطرازات ذات المستوى العالي. تم استخدام مازدا 3 كسيارة دورية للشرطة من قبل قوة شرطة الأمن العام في ماكاو إلى جانب سيارات تويوتا كورولا وسيارات شرطة هوندا سيفيك في ماكاو ، الصين.
عندما تم طرح طرازات مازدا 3 في الولايات المتحدة لأول مرة ، كانت متوفرة في مستويين فقط ، i و s ، مع محركات 2.0 L و 2.3 L ، على التوالي. ومنذ ذلك الحين ، قدمت مازدا طرازات إضافية تحت مسمى تورينغ و غراند تورنيغ . يتم تقديم سيارات المازدا 3 في طرازات S و TS و TS2 و Sport ، وفي القمة سيارة مازذا 3 MPS  بمحرك 2.3 ليتر ذو شاحن توربيني ( سلسلة سيارات مازذا المخصصة للأداء). منذ أبريل 2008 ، عندما كان هناك تحسينات تجميلية بشكل أساسي لسيارة مازدا 3 ، كانت هناك بعض التغييرات على تقليم القطع لسيارات المملكة المتحدة ، حيث أصبحت الطرز الآن هي المستوى S للمبتدئين ، ثم تاكارا Takara (التي تحل محل TS & TS2)، إن طراز تمارا  Tamara الإصدار الخاص، والرياضية Sport وطراز MPS بقيت كما كانت من قبل.
جميع النماذج الثلاثة استخدمت المحرك المضمن inline-4 مازدا MZR engine، مع مختلف أنواع الإزاحة والمخرجات بما في ذلك محرك التوربو ديزل MZ-CD turbodiesel، اعتمادا على النموذج والسوق. إن ناقل الحركة هو ذو خمس سرعات لناقل الحركة اليدوي وأربع سرعات لناقل الحركة الأوتوماتيكي . منذ عام 2006 ، أصبح ناقل الحركة الأوتوماتيكي بخمس سرعات اختياريًا في الطرز المزودة بمحرك سعة 2.3 لتر. أصبح ناقل الحركة هذا الآن قياسيًا في محرك 2.0 لتر في اليابان (طرازات FWD فقط) ، كجزء من عملية تجميل بسيطة في أوائل عام 2008 والتي تتضمن تصميمات مختلفة للمصد الأمامي / الخلفي ، وتصميمات جديدة للعجلات وألوان الهيكل ، وشاسيه مقسى، ومواد داخلية أفضل. إن سيارة مازدا MPS نسخة مازدا سبيد متوفرة فقط مع ناقل حركة يدوي من ست سرعات.

### محركات
تتميز مازدا 3 بالمحركات التالية:
السوق اليابانية (تصنيفات JIS):
- 1.5 لتر: 118 حصان (87 كيلو واط) ، 140 نيوتن.متر (103 رطل.قدم)
- 2.0 لتر: 150 حصان (110 كيلو واط) ، 183 نيوتن.متر (135 رطل.قدم)
- 2.3 لتر: 171 حصان (126 كيلو واط) ، 214 نيوتن.متر (158 رطل.قدم)

السوق الأوروبية (تصنيفات ECE ):
- 1.4 لتر: 84 حصان (62 كيلو واط) ، 122 نيوتن.متر (90 رطل.قدم)
- 1.6 لتر: 105 حصان (77 كيلو واط) ، 145نيوتن.متر (107 رطل.قدم)
- 2.0 لتر: 150 حصانًا (110 كيلو واط) ، 187 نيوتن.متر (138 رطل.قدم)
- 2.3 لتر MZR DISI Turbo: بقوة 260 حصان (191 كيلو واط) ، 380 نيوتن.متر (280 رطل.قدم)
- 1.6 لتر ديزل بقضيب مشترك MZ-CD: بقوة 109 حصان (80  كيلو واط) ، 240 نيوتن.متر (177 lb⋅ft)
- 2.0 لتر ديزل بقضيب مشترك MZR-CD: بقوة 143 حصان (105 كيلو واط) ، 360 نيوتن.متر (266 رطل.قدم)
- 2.2 لتر ديزل بقضيب مشترك MZR-CD: بقوة 185 حصان (136 كيلو واط) ، 400 نيوتن.متر (295 رطل.قدم)

الأسواق الأمريكية والكندية (صافي تصنيفات SAE ):
- 2.0 ليتر: بقوة 148 حصان مكابح (110 كيلوواط) ، 135 ليبرة.قدم (183 نيوتن.متر) ( 04–05 ) محرك PZEV : بقوة  145 حصان مكابح (107 كيلوواط) ( 04–06 ) ، 144 حصان مكابح (107 كيلوواط) ( 07 -) ؛ 132 ليبرة.قدم (179نيوتن.متر) (كل السنوات)
- 2.3 ليتر: بقوة 160 حصان مكابح (119 كيلوواط) ، 150 ليبرة.قدم  (203 نيوتن.متر) محرك PZEV: بقوة 153 حصان مكابح (113 كيلوواط) ، 149 ليبرة.قدم· (202 نيوتن.متر) ( 2006 فقط)
- 2.3 ليتر بمحرك  MZR DISI Turbo: مازدا speed3 : بقوة 263 حصان مكابح (196 كيلوواط) ، 280 ليبرة.قدم (380 نيوتن.متر)

غيرت مازدا التصنيف الخاص بالأسواق الأمريكية والكندية عام 2007 باستخدام محرك 2.3 لتر ذو شفط الهواء بشكل طبيعي:
- 2.3 ليتر: بقوة 160 حصان (119 كيلوواط) ، 150 ليبرة.قدم (203 نيوتن.متر) محرك PZEV: بقوة 151 حصان (113 كيلوواط) ، 149 ليبرة.قدم (202 نيوتن.متر) ( 07 -)

الأسواق الآسيوية (تصنيفات DIN ):
- 1.6 ليتر: بقوة 110 حصان فرامل (78 كيلوواط) ، 107 ليبرة.قدم (145 نيوتن.متر)
- 2.0 ليتر: بقوة 148 حصان فرامل (110 كيلوواط) و 138 ليبرة.قدم (187 نيوتن.متر)

السوق الأسترالية (صافي تقييمات ADR ):
- 2.0 ليتر: 145 حصان مكابح (108 كيلوواط) ، 134 ليبرة.قدم (182 نيوتن.متر)
- 2.3 ليتر: 154 حصان مكابح (115 كيلوواط) ، 150 ليبرة.قدم (203 نيوتن.متر)
- 2.3 ليتر محرك DISI MZR : بقوة 260 حصان مكابح (190 كيلوواط) ، 280 ليبرة.قدم (380 نيوتن.متر)
- 2.0 ليتر محرك ديزل بقضيب مشترك MZR-CD: بقوة 143 حصان متري (105 كـو) ، 360 نيوتن لكل متر (266 رطل·قدم)

سوق جنوب إفريقيا (صافي تقييمات DIN ):
- 1.6 ليتر: بقوة 109 حصان مكابح (77 كيلوواط) ، 108 ليبرة.قدم (146 نيوتن.متر)
- 2.0 ليتر: بقوة 140 حصان مكابح (104 كيلوواط) ، 134 ليبرة.قدم (182 نيوتن.متر)
- 2.3 ليتر: بقوة 154 حصان مكابح (115 كيلوواط) ، 150 ليبرة.قدم (203 نيوتن.متر)
- 2.3 ليتر محرك DISI MZR بقوة : 260 حصان مكابح (190 كيلوواط) ، 280 ليبرة.قدم (380 نيوتن.متر)

## الأداء
أرقام الأداء الرسمية لسيارة مازدا 3 الأوروبية 1.4 S ، وهي الطراز الأقل قوة ، هي 0-100 كم / ساعة (62 ميل في الساعة) في 14.3 ثانية ، وبسرعة قصوى تبلغ 170 كم / ساعة (106 ميل في الساعة). ذكرت مجلة العجلات Wheels تسجيل وقت 8.7 ثانية للتسارع من 0-100 كم / ساعة لطراز 2.0 الأسترالي في إصدار مايو 2004.
محرك 1.6 CiTD 80 كيلوواط ديزل (كما يباع في أوروبا) مع ناقل حركة يدوي بخمس سرعات يسجل التسارع من 0-100 كم / ساعة (62 ميل في الساعة) في 11.6 ثانية وبسرعة قصوى تبلغ 182 كم / ساعة (113 mph) وفقًا لمواصفات مازدا الرسمية.
في نتائج الاختبار لمحرك مازدا 3  Maxx Sport 2012 ذو الخمسة أبواب سعة 2.0 لتر ، تم الإبلاغ عن تسجيل زمن التسارع من 0-100 كم / ساعة (62 ميل في الساعة) مقداره 9.2 ثانية وسرعة قصوى 190 كيلومتر في الساعة (120 ميل/س) .
في نتائج اختبارها لسيارة مازدا 3 2004 ذات الخمسة أبواب بمحرك سعة 2.3 لتر ، ذكرت مجلة سيارة وقيادة Car and Driver أن التسارع من 0-60 ميل في الساعة (0–97 km / h) يتم خلال وقت يبلغ 7.4 ثانية وسرعة قصوى محدودة من حاكم مثبت سرعة 190 كم / ساعة (118 ميل في الساعة).
وثق برنامج سيارة وقيادة Car and Driver تسارع سيارة مازدا 3 سيدان ذات الأبواب الأربعة لعام 2007. مجهزة بمحرك 2.3 لتر وناقل حركة يدوي 5 سرعات ، مازدا 3 سجلت  للتسارع من 0-60 ميل في الساعة (97 km / h) زمن مقداره 7.3 ثانية ويكمل ربع ميل في 15.8 ثانية عند 88 ميل في الساعة (142 كم/س).
يبلغ متوسط استهلاك الوقود لهذه النماذج 10 ليتر / 100 كيلومتر (24 ميل/ غالون أمريكي، أو 28 ميل/ غالون إمبراطوري)
بالنسبة للطراز ذو ناقل الحركة الأوتوماتيكي مازدا 3 2008 سعة 2 ليتر سجل:
- الاستهلاك داخل المدينة 10 ليتر / 100 كيلومتر (24 ميل/ غالون أمريكي، أو 28 ميل/ غالون إمبراطوري) مقابل
- الاستهلاك على الطريق السريع 7.6 ليتر / 100 كيلومتر (31 ميل/ غالون أمريكي، أو 37 ميل/ غالون إمبراطوري)

وذلك حسب تصنيف وكالة حماية البيئة الأمريكية (EPA).

### 2006
بالنسبة لعام 2006 ، أضافت مازدا توقيت الصمامات المتغير ومنافذ السحب ذات الطول المتغير إلى المحرك سعة 2.0 لتر مما أدى إلى زيادة القوة إلى 150 حصان مكابح bhp (مايعادل 152 قوة حصان PS أو 112 كيلو واط). تم تغيير ناقل الحركة الأوتوماتيكي المستخدم في طراز S gمازدا 3 بمحرك سعة 2.3 لتر من أربع سرعات إلى تصميم بخمس سرعات. أصبح المحرك الأكبر الآن معتمدًا من PZEV (مركبة انبعاثات صفرية جزئية) للمركبات المباعة في كاليفورنيا والولايات الأخرى التي اعتمدت معايير انبعاثات السيارات في كاليفورنيا. كان المحرك الأصغر بالفعل معتمدًا من قبل PZEV. تم أيضًا تبسيط لوحة الألوان في عام 2006 ، مع حذف الأصفر الكناري و لون اللافا اورنج ميكا.

### 2007
تم إجراء عملية تحديث وتجميل طفيفة للوجه لمازدا 3 لعام 2007 مع الحد الأدنى من التغييرات الخارجية والداخلية والميكانيكية. في الطرازات الأساسية ، أصبح البلاستيك الأسود الموجود أعلى الشبكة بلون الهيكل. تم تغيير الواجهة الأمامية والمصد مع تصميم أضواء الضباب العائمة وأعيد تشكيل فتحة سحب الهواء السفلية لتشبه بشكل أفضل «وجه مازدا ذي الخمس نقاط» النموذجي. اكتسبت جميع سيارات مازدا 3 السيدان وخمسة أبواب نفس المصابيح الخلفية ذات العدسة الشفافة «أكسيلا Axela» مثل طراز SP23 ، وفي عام 2007 ، قامت مازدا بإخراج مازدا أكسيلا على غرار مازدا 6 Atenza. بالإضافة إلى ذلك ، يتميز طراز غراند تورنيغ غراند تورنيغ  أيضًا بأضواء الفرامل LED. تمت إضافة مصابيح المكابح LED للتنافس مع الاتجاه المتزايد للمركبات الراقية التي تستخدم مصابيح LED الخلفية لمزيد من خرج الضوء المرئي. تم إعادة تصميم مجموعة العجلات المصنوعة من السبائك المعدنية ، وتضم عجلات معدنية مقاس 17 بوصة لإصدار غراند تورنيغ. تم تغيير اللفافة الخلفية قليلاً بإضافة درجة على غطاء المصد لسيارة السيدان. تمت إضافة العديد من الألوان الخارجية الجديدة ، الأزرق الشبح ، الأحمر النحاسي المعدني (أبريل 2008) ، الأزرق الشفقى والكرزي الداكن. تم استبدال لون التيتانيوم الرمادي بلون رمادي Galaxy Gray أغمق.
تم تقديم المقصورة الداخلية لـ مازدا 3 بالعديد من خيارات الألوان الجديدة ومقبس الصوت في لوحة التحكم الوسطى، مما يسمح باستخدام مشغلات الموسيقى الرقمية. أيضًا ، أضافت طرازات Takara ، التي تم تقديمها في ترقية 2008 ، التحكم في المناخ و مبدل الأقراص الرقمية 6- CD autochanger إلى مواصفات TS.
يتضمن نموذج 2007 أيضًا تغييرات ميكانيكية أقل وضوحًا. تم تحسين نظام الدخول بدون مفتاح. تعمل التعزيزات على هيكل الجسم على تحسين صلابة الهيكل بشكل عام. تمت إعادة ضبط المخمدات الأمامية لنظام تعليق دعامة ماكفرسون لتسريع استجابة التوجيه وتقليل الانعطاف. كما تم إعادة ضبط المخمدات الهيدروليكية لنظام التعليق الخلفي متعدد الوصلات لتتناسب مع تغييرات التعليق الأمامي. عالج مهندسو ومصممو مازدا المخاوف المتعلقة بمستوى ضوضاء المقصورة من خلال إعادة تصميم أو تغيير أنظمة متعددة وإضافة مادة عازلة للصوت إلى بطانة السقف ولوحة غطاء المحرك.
تم تخفيض الضمان من المصد إلى المصد إلى 36 شهرًا / 36000 أميال بينما تمت زيادة ضمان مجموعة نقل الحركة إلى 60 شهرًا / 60،000 أميال في معظم الأسواق. في المملكة المتحدة ، تتمتع جميع سيارات مازذا 3 بضمان غير محدود الأميال لمدة 3 سنوات ، وخدمة المساعدة على الطريق لمدة 3 سنوات وضمان 12 عامًا ضد الانثقاب كمعيار.
استلمت مازدا 3 الكندية بشكل قياسي وسائد هوائية جانبية مثبتة على المقعد ووسائد هوائية ستارة جانبية مثبتة على جسم الهيكل وذلك في جميع سيارات طيف هذا الطراز. في السابق ، لم يكن كلا نوعي الوسائد الهوائية المذكورين متاحين.

### 2008
تضمن مستوى القطع الإضافي سبورت GX بمحرك 2.0 لتر ، وكانت جميع سيارات هاتشباك الرياضية سابقًا تحتوي على محرك 2.3 لتر وكانت تأتي فقط في حواف GS أو GT. بالمقارنة مع GX سيدان ، فإن GX هاتشباك لها مقابض أبواب بلون الهيكل ومصابيح ضباب. تشمل خيارات سبورت GX تكييف الهواء ، وحزمة الراحة التي تحتوي على ملحقات الطاقة وسبائك الألومنيوم مقاس 15 بوصة ، وعادم الجذع الخلفي.
تلقت GS سيدان عجلات معدنية قياسية مقاس 16 بوصة ، كانت متوفرة سابقًا فقط مع خيار فتحة السقف ، بينما تمت إضافة عجلات معدنية مقاس 15 بوصة إلى GX (والتي تشمل أدوات التحكم في الصوت المثبتة على عجلة القيادة ، والنوافذ الكهربائية ، وأقفال الطاقة ، و الدخول عن بعد). تأتي GS هاتشباك الآن مزودة بتكييف هواء مُركب في المصنع. تلقت طرازات GT مصابيح زينون أمامية قياسية ، كانت في السابق جزءًا من مجموعة الجلود.
في الولايات المتحدة ، تم استبدال مستوى القطع  تورينغ آي بنموذج تورينغ آي فاليو Value. أضاف هذا الطراز الجديد شبكة أمامية بلون الهيكل ومصابيح ضباب وعجلات معدنية مقاس 17 بوصة ، مما يمنحها مظهرًا مشابهًا جدًا للموديلات الأكثر تكلفة. تلقت المقصورة الداخلية أيضًا عجلة قيادة مغطاة بالجلد ومقبض ناقل حركة من طراز s. أصبحت الفرامل المانعة للانغلاق والوسائد الهوائية الجانبية ، التي كانت اختيارية في السابق ، قياسية الآن.

### 2009
أشارت التقارير الإخبارية الأولية إلى أن عام 2009 سيحصل على تحسينات طفيفة للوجه بحلول نهاية العام مع تعديلات التصميم الخارجي التي شملت مقابض الأبواب المصنوعة من الكروم ، وجناح سقف جديد ، واستخدام موسع للقوالب السوداء على الصادم الخلفي ، وخيارات عجلات معدنية جديدة. تبين أن هذا لم يحدث في السوق الأمريكية أو الكندية. كان عام طراز 2009 لبضعة أشهر فقط حيث توقف الإنتاج في نوفمبر 2008.

### أستراليا

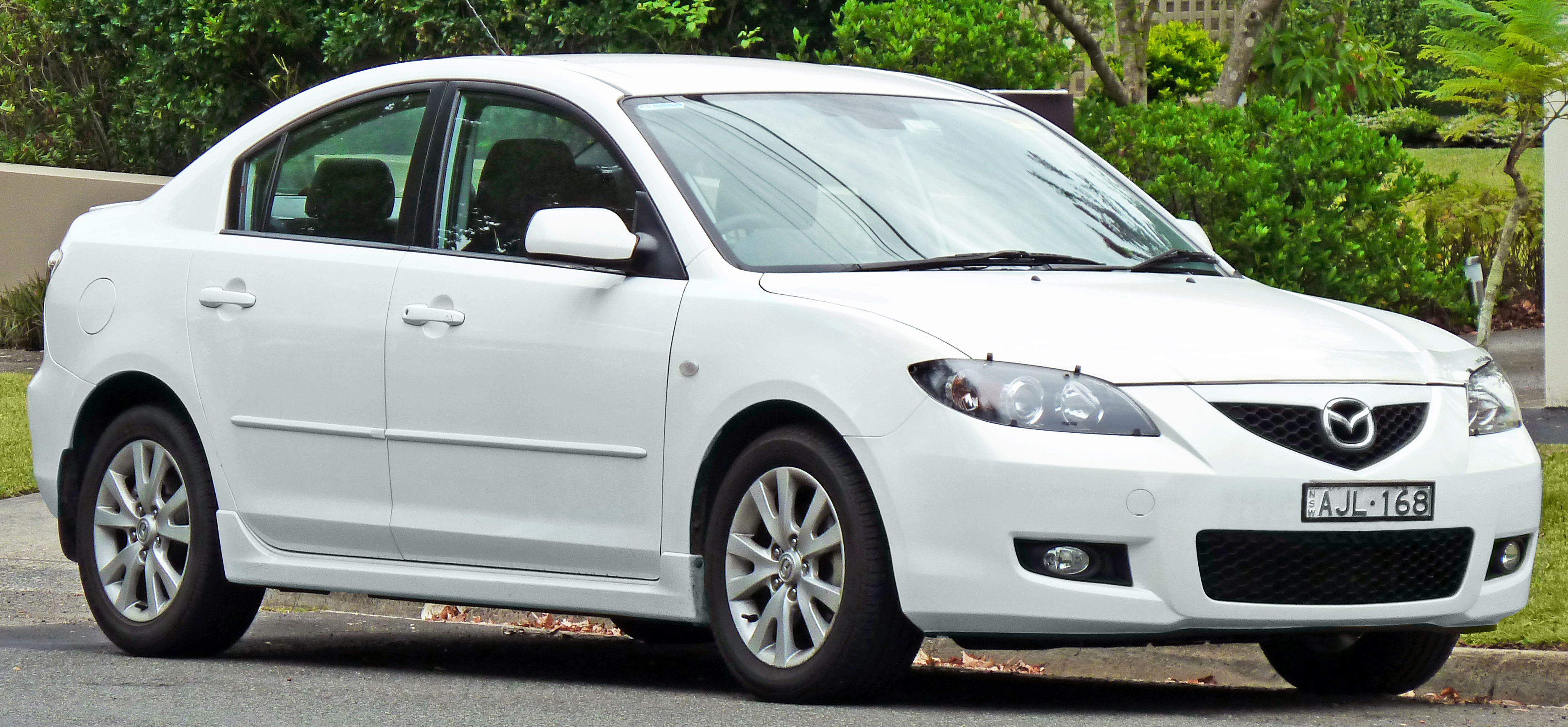
سيارة مازدا 3 سيدان ـ 2006-2008 ـ (BK Series 2) بنظام تهوية Maxx Sport ـ (2011-03-10)

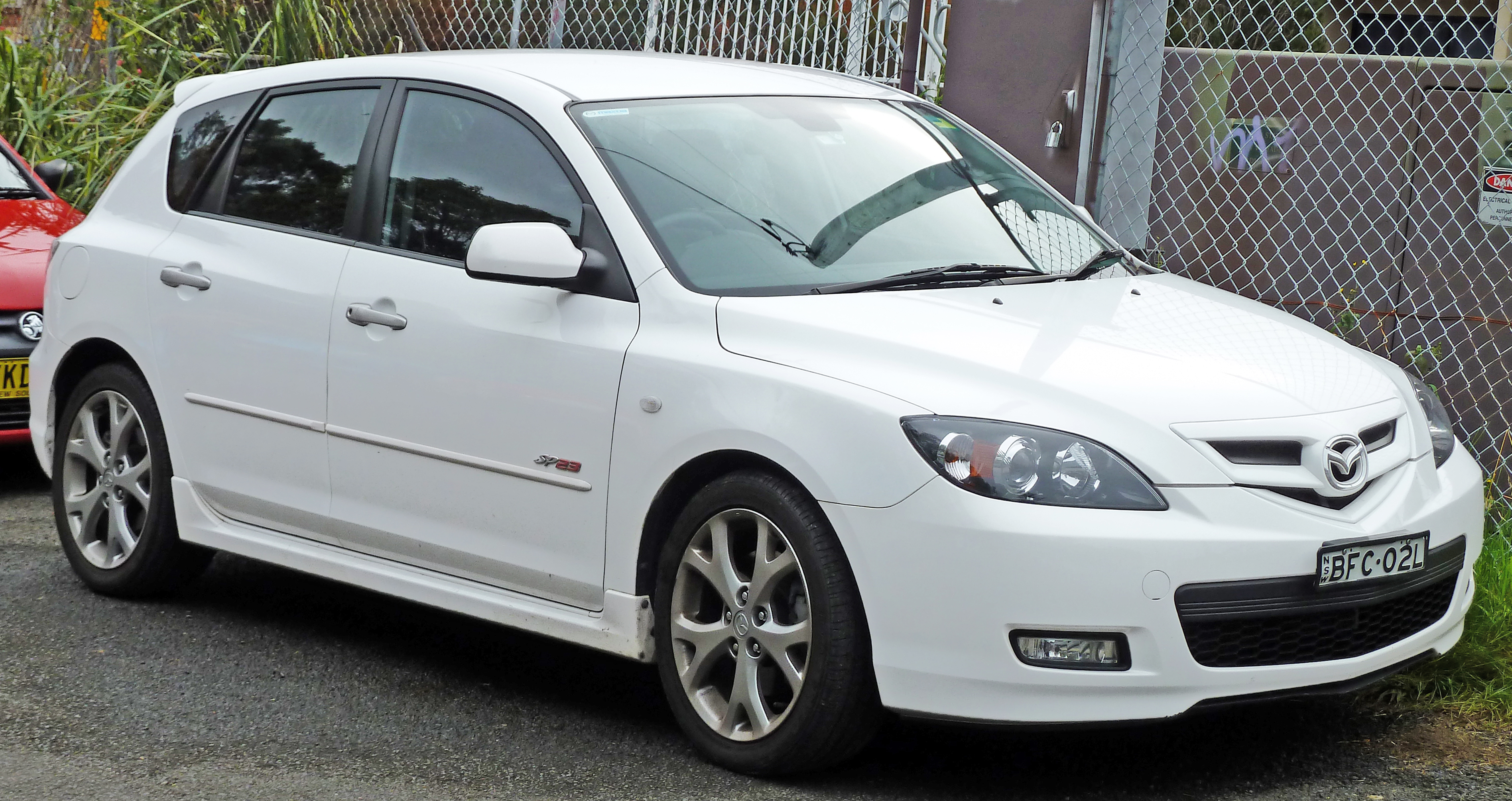
سيارة مازدا 3 هاتشباك ـ 2008-2009 ـ (BK Series 2) بنظام تهوية SP23 (أستراليا)

في أستراليا ، حلت BK 3 محل (BJ)ـ 323 في يناير 2004. جاءت عملية التهوية الأصلية في عدة أشكال ، «نيو Neo» و «ماكس Maxx» و «ماكس سبورت Maxx Sport» و «إس بي 23  SP23». يأتي المظهر الأساسي "Neo" مزودًا بقفل مركزي عن بُعد ونظام صوت بأربعة مكبرات صوت ومشغل أقراص مضغوطة بالإضافة إلى ميزات أخرى. بناء على Neo ، قدمت "Maxx" نوافذ كهربائية ومرايا ، وعجلات معدنية ، وقفل مركزي عن بعد بدون مفتاح ، وستة مكبرات صوت ونظام صوت داخل لوحة القيادة. أضافت "Maxx Sport" ميزات تجميلية في المقام الأول ، بما في ذلك مجموعة أدوات للجسم ومصابيح ضباب أمامية وعجلات معدنية أكبر. اكتسبت "SP23" محركًا أكبر بالإضافة إلى ميزات فاخرة أخرى أصغر.
في يوليو 2006 ، قدمت مازدا سيارتها مازدا Series II 3. تضمنت التحديثات مصابيح أمامية وخلفية محدثة ، بالإضافة إلى عجلات معدنية محدثة وتكوين جديد لمصابيح الضباب. تم تقديم هاتش "MPS" عالي الأداء في التشكيلة ضمن هذا التحديث.
تم بيع الطراز 3 بشكل جيد باستمرار عبر جيل BK ، حيث وصل إلى المركز الرابع في المبيعات الأسترالية خلال عام 2006. يسرد الجدول التالي المبيعات طوال فترة إيجارها.
| عام                  | المبيعات السنوية | مجموع   |
| -------------------- | ---------------- | ------- |
| 2004                 | 22،046           | 166،615 |
| 2005                 | 32.570           | 166،615 |
| 2006                 | 32432            | 166،615 |
| 2007                 | 34394            | 166،615 |
| 2008                 | 33755            | 166،615 |
| 2009 (يناير - أبريل) | 11.418           | 166،615 |

## الجيل الثاني (BL ؛ 2008)

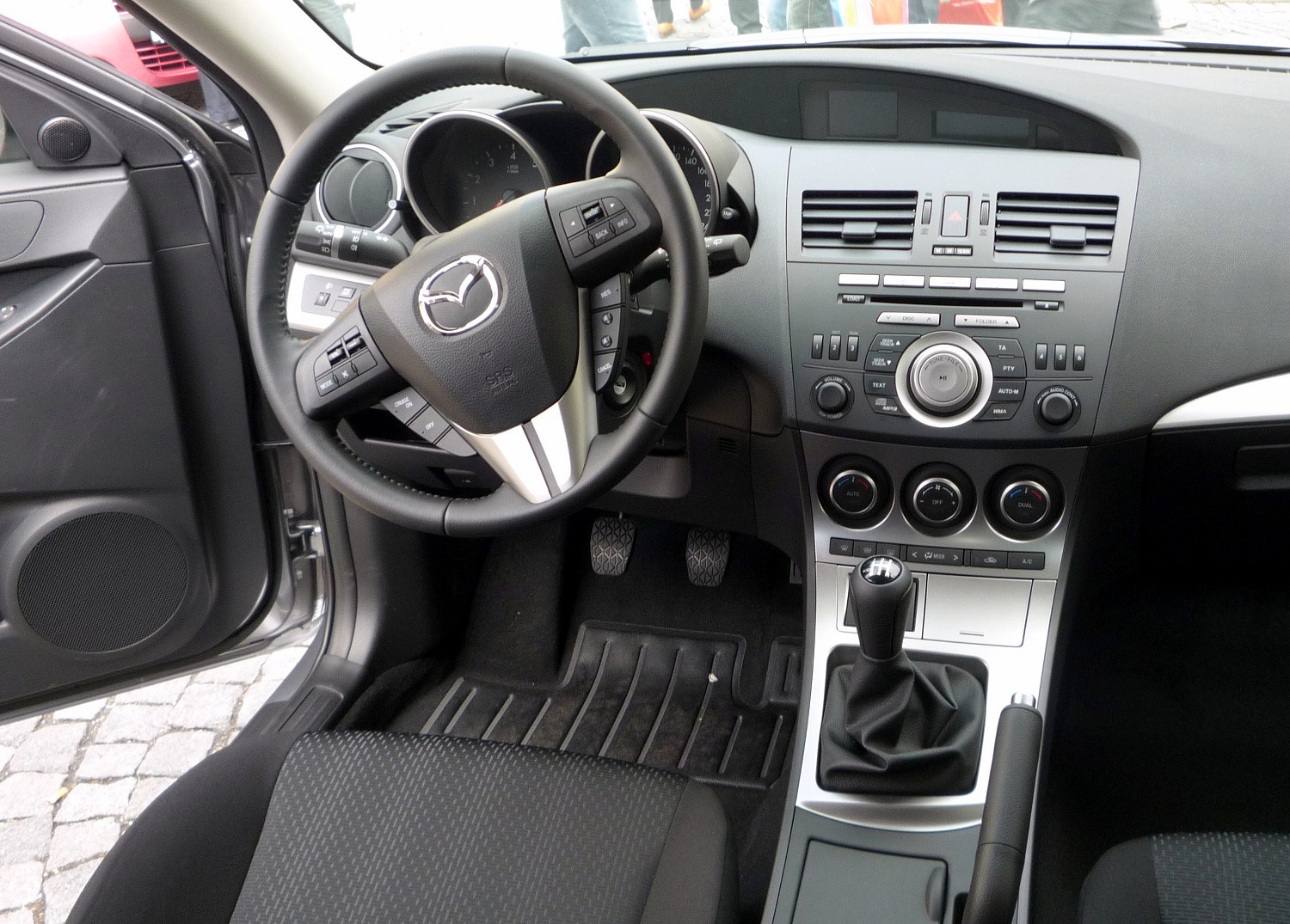
المقصورة الأمامية

في التطوير من عام 2004 وتم تصميمه تحت إشراف كونيهيكو كوريسو من أوائل عام 2005 إلى أغسطس 2006 ، في نوفمبر 2008 ، طرحت مازدا الجيل الثاني من مازدا 3 مع مظهر خارجي معاد تصميم. تم تقديم محركين في الأسواق الأمريكية والكندية ، محرك البنزين 2.0 لتر المقدم في الجيل السابق ومحرك 2.5 لتر ذو الأربع إسطوانات الموضوعة في النسق inline-four وهذا المحرك مشترك مع الجيل الثاني من مازدا 6.
تم نقل وأخذ البنية الهندسية لمنصة فورد C1 ، وهي عبارة عن تعاون بين فورد و مازدا و فولفو،  من الجيل السابق  الرغم من أنها أوسع وأطول وأخف وزناً من الجيل السابق. تم استبدال المحرك 2.3 لتر بمحرك 2.5 لتر ينتج قوة تقدر بـ 167 حصان مكابح (ما يعادل 125 كيلو واط أو 169 قوة حصان) وعزم دوران 167 رطل.قدم (ما يعادل 226 نيوتن.متر). في الأسواق الأخرى ، يتم تقديم المزيد من المحركات بما في ذلك محرك توربوديزل جديد سعة 2.2 لتر. تتسارع مازدا 3 موديل 2010 بمحرك 2.5 لتر وناقل حركة يدوي 6 سرعات من 0-60 ميل في الساعة (97 km / h) في زمن 7.4 ثانية وتكمل ربع ميل في 15.7 ثانية عند 87 ميل في الساعة (140 كم/س).
كشفت مازدا النقاب عن مازدا 3 سيدان / صالون 2010 في معرض لوس أنجلوس للسيارات في 19 نوفمبر 2008. مازدا 3 الجديدة أكبر قليلاً من مازدا 3 الأقدم ومتوفرة بنسختين "i" و "s". يتم تشغيل النسخة "i" ـ (GX أو GS في كندا) بمحرك 2 ليتر يعطي قوة 148حصان مكابح (ما يعادل 110 كيلو واط) في حين يتم تشغيل النسخة   "s" ـ (GT في كندا) بمحرك 2.5 ليتر مقتبس من سيارة مازدا 6  يعطي قوة 167 حصان مكابح (ما يعادل 125 كيلو واط). يتوفر كلا المحركين أيضًا في إصدارات PZEV في الولايات المتحدة ، 2.0 لتر ينتج قوة 144 حصان مكابح (ما يعادل 107 كيلو واط)، ومحرك 2.5 لتر ينتج قوة 165حصان مكابح (ما يعادل 123 كيلو واط). يضيف مستوى مازدا 3 غراند تورينغ مقاعد جلدية ، ومقعد السائق الكهربائي ، ومساحات الزجاج الأمامي المستشعر للمطر ، والتحكم التلقائي في المناخ ثنائي المنطقة ، والمصابيح الأمامية ثنائية الزينون النشطة القابلة للتوجيه كمعدات قياسية. تم الكشف عن هاتشباك بعد أسابيع قليلة من ظهور السيارة السيدان / الصالون في معرض بولونيا للسيارات .
يشتمل الطراز الأوروبي على نظام بدء - توقف بمحرك 2.0 ليتر DISI مع زيادة في الاقتصاد في استهلاك الوقود في دورة المدينة بنسبة 12٪ تقريبًا.
في منتصف الطريق حتى عام 2010 ، تمت إزالة الميزات بما في ذلك المرايا الجانبية مع إشارات الانعطاف المدمجة وإضاءة مكان القدم ووظائف ذاكرة المقعد الكهربائي.

### مازدا سبيد 3

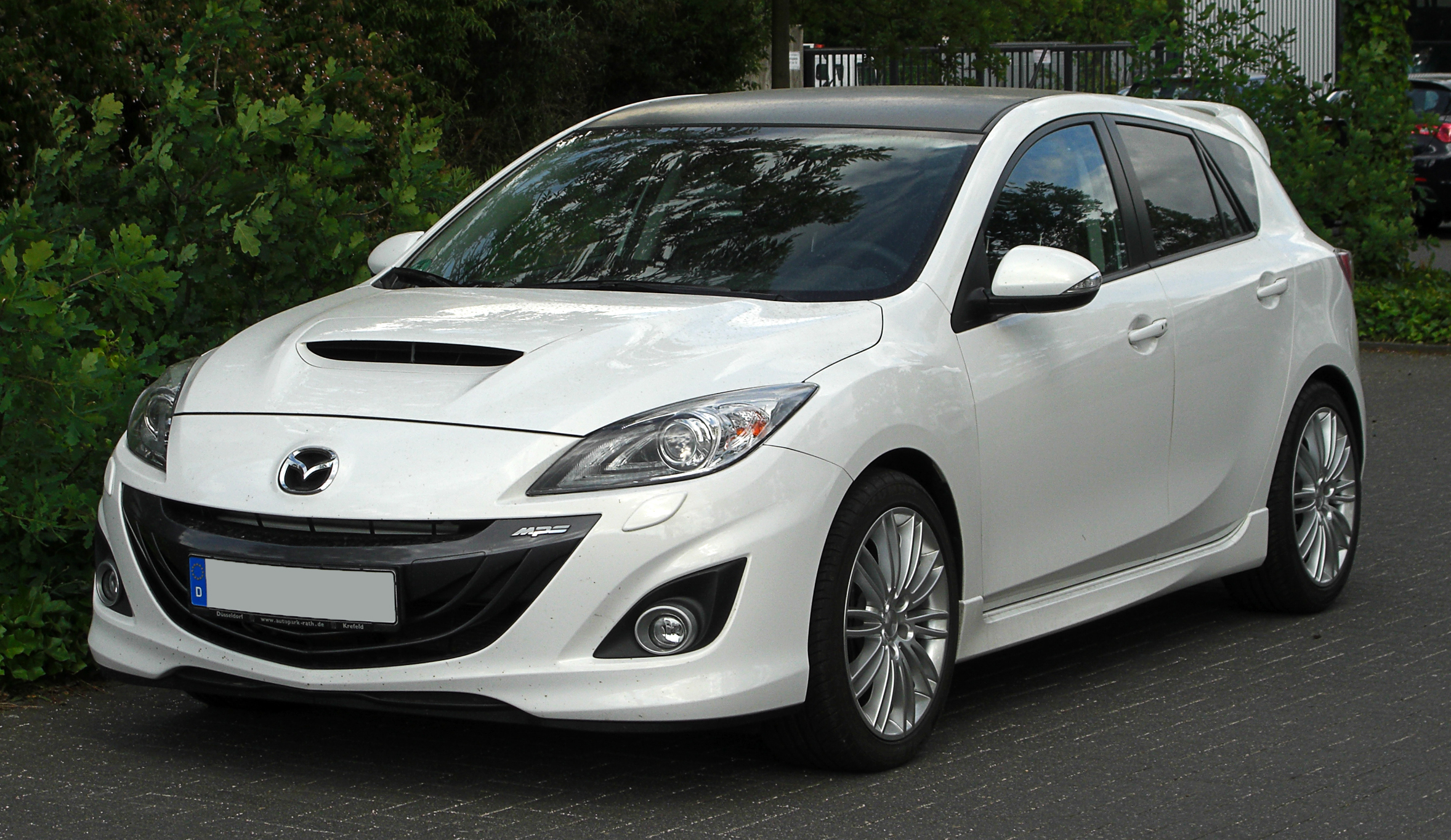
مازدا 3 MPS ـ (Europe)

التفاصيل والصور الكاملة لـ مازدا سبيد 3 عالية القدرة (ويعرف أيضًا باسم مازدا 3 MPS) في معرض جنيف للسيارات في مارس 2009. مثل الجيل السابق ، تم اختيار طراز مازدا 3 هاتشباك كأساس للجيل الثاني من مازدا سبيد 3.

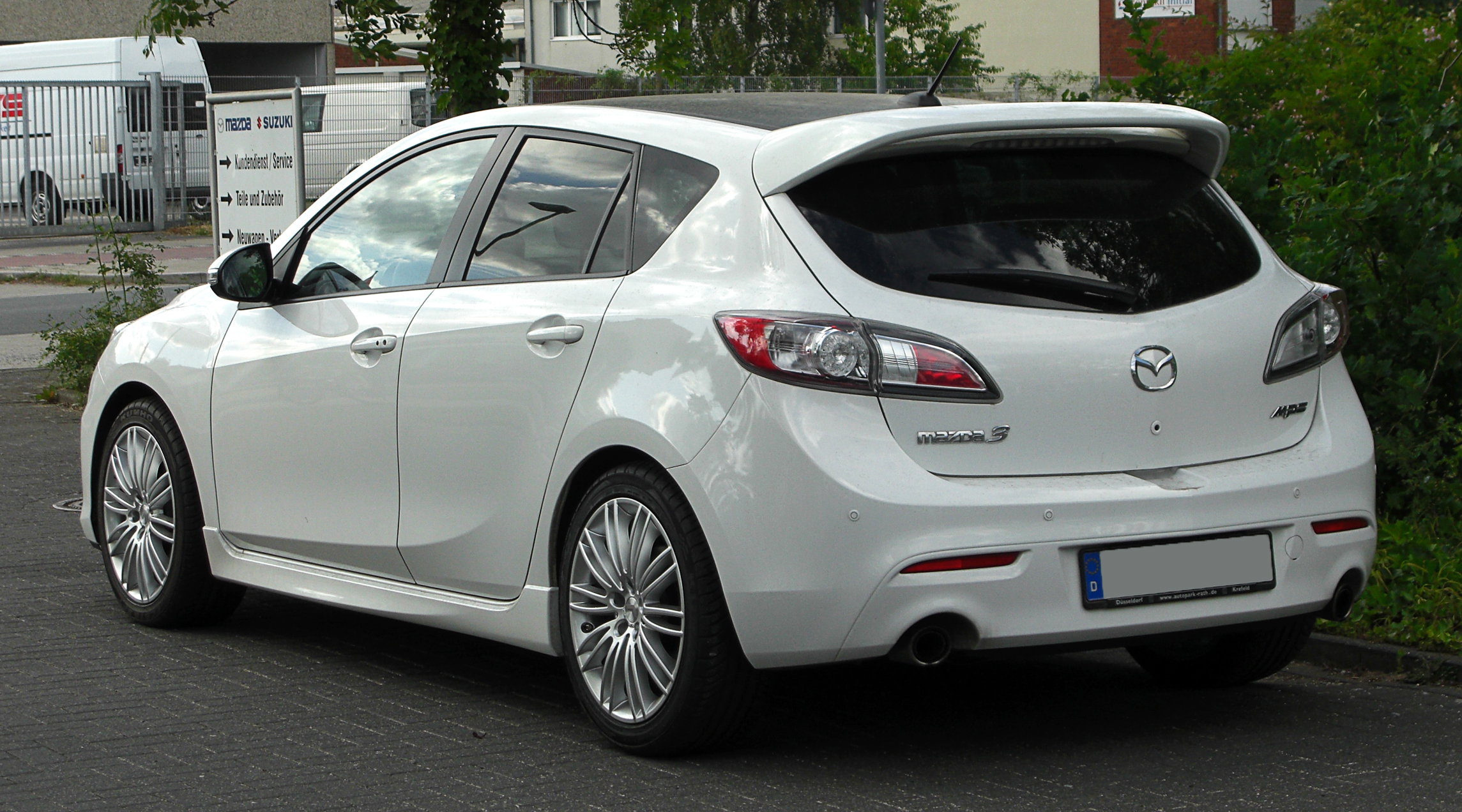
مازدا 3 MPS ـ (Europe)

### تحديث 2012
تم الكشف عن مازدا 3 في عام 2012 مع مجموعة نقل الحركة سكاي اكتيف في المعرض الكندي الدولي للسيارات في تورنتو ، فبراير 2011. يأتي مزودًا بمحرك مازدا سكاي اكتيف -G سعة 2.0 ليتر بالبنزين بالحقن المباشر ، وناقل حركة سكاي اكتيف -Drive أوتوماتيكي بست سرعات أو ناقل حركة يدوي سكاي اكتيف -MT سداسي السرعات. هناك تحديثات خارجية طفيفة: الشبكة ومآخذ الهواء المعدلة ، ولوحة الستارة الخلفية المعاد تشكيلها. تتلقى طرازات سكاي اكتيف  حلقة زرقاء حول أجهزة العرض في المصابيح الأمامية. ذكرت مجلة كار أند درايف Car and Driver أن مازدا 3 يمكن أن تصل إلى تقديرات EPA للاقتصاد في استهلاك الوقود حيث تقطع مسافة 30 ميلا لكل الغالون ضمن المدينة ومن 39 إلى 40 ميلا لكل غالون على الطرق السريعة.

### محركات
| الموديل                                             | النمط                             | القوة و العزم @ دورة في الدقيقة                                              | إنبعاثات غاز ثاني أوكسيد الكربون (غرام / كم) |
| الموديلات اليابانية                                 | الموديلات اليابانية               | الموديلات اليابانية                                                          | الموديلات اليابانية                          |
| --------------------------------------------------- | --------------------------------- | ---------------------------------------------------------------------------- | -------------------------------------------- |
| ZY-VE                                               | 1,498 سم3 (91.4 بوصة3) I4         | 111 حصان (82 كيلوواط ، 109 حصان) @ 6000 ، 140 نيوتن متر (100 رطل قدم) @ 4500 |                                              |
| LF-VDS                                              | 1,999 سم3 (122.0 بوصة3) I4        | 150 حصان (110 كـو؛ 150 حصان) @ 6200، 186 ن · م (137 رطل · قدم) @ 4500        |                                              |
| LF-VE                                               | 1,999 سم3 (122.0 بوصة3) I4        | 143 حصان (105 كيلو واط؛ 141 حصان) @ 6500، 179 ن · م (132 رطل. قدم) @ 4000    |                                              |
| L3-VDT                                              | 2,261 سم3 (138.0 بوصة3) I4 turbo  | 264 حصان (194 كيلو واط؛ 260 حصان) @ 5500، 380 ن · م (280 رطل · قدم) @ 3000   |                                              |
| الموديلات الأوربية                                  |                                   |                                                                              |                                              |
| 1.6 dohc                                            | 1,598 سم3 (97.5 بوصة3) I4         | 105 حصان (77 كيلوواط ، 104 حصان) @ 6000 ، 145 نيوتن متر (107 رطل قدم) @ 4000 | 149                                          |
| 2.0 dohc w/ AT                                      | 1,999 سم3 (122.0 بوصة3) I4        | 150 حصان (110 كـو؛ 150 حصان) @ 6500، 187 ن · م (138 رطل · قدم) @ 4000        | 175                                          |
| 2.0 dohc DISI w/i-stop                              | 1,999 سم3 (122.0 بوصة3) I4        | 151 حصان (111 كـو؛ 149 حصان) @ 6200، 191 ن · م (141 رطل · قدم) @ 4500        | 159                                          |
| MPS dohc DISI                                       | 2,261 سم3 (138.0 بوصة3) I4 turbo  | 260 حصان (190 كـو؛ 260 حصان) @ 5500، 380 ن · م (280 رطل · قدم) @ 3000        | 224                                          |
| 1.6 8V sohc                                         | 1,560 سم3 (95 بوصة3) I4 diesel    | 116 حصان (85 كـو؛ 114 حصان) @ 3600، 270 ن · م (200 رطل · قدم) @ 1750–2500    | 114                                          |
| 2.2 dohc                                            | 2,184 سم3 (133.3 بوصة3) I4 diesel | 150 حصان (110 كـو؛ 150 حصان) @ 3500، 360 ن · م (270 رطل · قدم) @ 1800        | 144                                          |
| 2.2 dohc                                            | 2,184 سم3 (133.3 بوصة3) I4 diesel | 150 حصان (110 كـو؛ 150 حصان) @ 3500، 360 ن · م (270 رطل · قدم) @ 1800        | 149                                          |
| الموديلات في الولايات المتحدة الأمريكية             |                                   |                                                                              |                                              |
| 4-door i                                            | 1,999 سم3 (122.0 بوصة3) I4        | 150 حصان (110 كـو؛ 150 حصان) @ 6500، 183 ن · م (135 رطل · قدم) @ 4500        |                                              |
| سكاي اكتيف -G 2.0                                   | 1,999 سم3 (122.0 بوصة3) I4        | 157 حصان (115 كـو؛ 155 حصان) @ 6000، 201 ن · م (148 رطل · قدم) @ 4100        |                                              |
| 4-door i PZEV                                       | 1,999 سم3 (122.0 بوصة3) I4        | 146 حصان (107 كـو؛ 144 حصان) @ 6500، 179 ن · م (132 رطل · قدم) @ 4500        |                                              |
| 4-door s                                            | 2,488 سم3 (151.8 بوصة3) I4        | 169 حصان (124 كـو؛ 167 حصان) @ 6000، 228 ن · م (168 رطل · قدم) @ 4000        |                                              |
| 4-door s PZEV                                       | 2,488 سم3 (151.8 بوصة3) I4        | 167 حصان (123 كـو؛ 165 حصان) @ 6000، 226 ن · م (167 رطل · قدم) @ 4000        |                                              |
| 5-door s                                            | 2,488 سم3 (151.8 بوصة3) I4        | 169 حصان (124 كـو؛ 167 حصان) @ 6000، 227 ن · م (167 رطل · قدم) @ 4000        |                                              |
| مازدا SPEED3                                        | 2,261 سم3 (138.0 بوصة3) I4 turbo  | 267 حصان (196 كـو؛ 263 حصان) @ 5500، 380 ن · م (280 رطل · قدم) @ 3000        |                                              |
| الموديلات الكندية                                   |                                   |                                                                              |                                              |
| 4-door GX, GS                                       | 1,999 سم3 (122.0 بوصة3) I4        | 150 حصان (110 كـو؛ 150 حصان) @ 6500، 183 ن · م (135 رطل · قدم) @ 4500        |                                              |
| 4-door GT                                           | 2,488 سم3 (151.8 بوصة3) I4        | 169 حصان (124 كـو؛ 167 حصان) @ 6000، 228 ن · م (168 رطل · قدم) @ 4000        |                                              |
| 5-door GX                                           | 1,999 سم3 (122.0 بوصة3) I4        | 150 حصان (110 كـو؛ 150 حصان) @ 6500، 183 ن · م (135 رطل · قدم) @ 4500        |                                              |
| 5-door GS, GT                                       | 2,488 سم3 (151.8 بوصة3) I4        | 169 حصان (124 كـو؛ 167 حصان) @ 6000، 227 ن · م (167 رطل · قدم) @ 4000        |                                              |
| 5-door GS-SKY                                       | 1,999 سم3 (122.0 بوصة3) I4        | 157 حصان (115 كـو؛ 155 حصان) @ 6000، 201 ن · م (148 رطل · قدم) @ 4100        |                                              |
| مازدا SPEED3                                        | 2,261 سم3 (138.0 بوصة3) I4 turbo  | 267 حصان (196 كـو؛ 263 حصان) @ 5500، 380 ن · م (280 رطل · قدم) @ 3000        |                                              |
| الموديلات التايلاندية                               |                                   |                                                                              |                                              |
| 1.6 Groove / Groove Sports / Spirit / Spirit Sports | 1,598 سم3 (97.5 بوصة3) I4         | 105 حصان (77 كـو؛ 104 حصان) @ 6000، 145 ن · م (107 رطل · قدم) @ 4000         | 149                                          |
| 2.0 Maxx / Maxx Sports                              | 1,999 سم3 (122.0 بوصة3) LF-VD I4  | 150 حصان (110 كـو؛ 150 حصان) @ 6500، 187 ن · م (138 رطل · قدم) @ 4000        | 175                                          |
| الموديلات الاسترالية                                |                                   |                                                                              |                                              |
| Neo/Maxx (Sport)                                    | 1,999 سم3 (122.0 بوصة3) I4        | 150 حصان (110 كـو؛ 150 حصان) @ 6500، 183 ن · م (135 رطل · قدم) @ 4500        |                                              |
| SP20 (2012)                                         | 1,999 سم3 (122.0 بوصة3) I4        | 155 حصان (114 كـو؛ 153 حصان) @ 6000، 194 ن · م (143 رطل · قدم) @ 4100        |                                              |
| Diesel                                              | 2,183 سم3 (133.2 بوصة3) I4        | 150 حصان (110 كـو؛ 150 حصان) @ 3500، 360 ن · م (270 رطل · قدم) @ 1800–3000   |                                              |
| SP25                                                | 2,488 سم3 (151.8 بوصة3) I4        | 169 حصان (124 كـو؛ 167 حصان) @ 6000، 228 ن · م (168 رطل · قدم) @ 4000        |                                              |
| MPS                                                 | 2,261 سم3 (138.0 بوصة3) I4 turbo  | 259 حصان (190 كـو؛ 255 حصان) @ 5500، 380 ن · م (280 رطل · قدم) @ 3000        |                                              |

## الجيل الثالث (BM ، BN ؛ 2013)
تم الكشف عن الجيل الثالث من مازدا 3 2014 في أستراليا في 26 يونيو 2013. والتي تجلس الآن فوق هيكل سكاي اكتيف  الجديد ، ولم يعد يشارك في منصة Ford C1. إنها السيارة الثالثة الرياضية مازدا KODO التي تستخدم لغة تصميم «روح الحركة Soul of Motion»، بعد CX-5 ومازدا 6 .
لها معامل سحب drag coefficient  اختصارا (Cd) يبلغ 0.26 لسيارة السيدان / الصالون ، أعلى قليلاً بالنسبة لهاتشباك. إلى جانب تقنية سكاي اكتيف  ، وبناءا على تصنيف وكالة حماية البيئة الأمريكية فإن  لسيارة سيدان سعة 2 لتر تقطع:
- ضمن المدينة مسافة 30 ميل / غالون الأمريكي (36 ميل / غالون إمبراطوري أو ما يعادل 7.8 ليتر / 100 كيلو متر) مقابل
- على الطريق السريع 41 ميل / غالون الأمريكي (49 ميل / غالون إمبراطوري أو ما يعادل 5.7 ليتر / 100 كيلو متر)

ومسافة أقل بميل واحد من ذلك لكل الجالون بالنسبة لسيارة هاتشباك ذات 5 أبواب.
يتوفر محركان سكاي اكتيف  في أسواق أمريكا الشمالية ، 2.0 لتر (مع 155 حصان (116 كـو) و 150 رطل قدم (200 ن·م) من عزم الدوران) و 2.5 لتر (مع 184 حصان و 185 رطل.قدم من عزم الدوران). سيارة مازدا 3 موديل عام 2014 المزودة بمحرك سعة 2.5 لتر وناقل حركة أوتوماتيكي 6 سرعات تتسارع من 0-60 ميل في الساعة (97 km / h) في 6.9 ثانية وتنهي ربع ميل في 15.2 ثانية عند 95 ميل في الساعة (153 كم/س).
المحرك سعة 2.0 لتر يتسارع من 0-60 ميل في الساعة (97 km / h) في 7.8 ثانية وينهي ربع ميل في 16.1 ثانية. في البداية ، كان صندوق التروس اليدوي بست سرعات للسيارات سعة 2.0 لتر فقط ، وكان ناقل الحركة الأوتوماتيكي قياسيًا في 2.5 ، أو متاحًا للنسخة 2.0. في أول مراجعة لمحرك الأقراص لـ مازدا 3  2014 ، صرحت مدونة جالوبنيك المتحمسة للسيارات أنه «بمجرد أن يأتي 2.5 مع ناقل حركة يدوي ، لا يوجد سبب حقيقي لشراء أي شيء آخر في هذه الفئة.» 
بالنسبة لعام 2015 ، يتم تقديم السيارات سعة 2.5 لتر أيضًا بصندوق تروس يدوي. درجات الطراز للسوق الأمريكية هي SV ـ (2.0 سيدان فقط)، رياضية (2.0 سيدان وهاتشباك) ، و تورنيغ، و غراند تورنيغ  (متوفرة في جميع أنماط الهيكل مع أي محرك). احتل طراز 2014 المرتبة الأولى بين السيارات الصغيرة ذات الأسعار المعقولة في تصنيفات US News & World Report. في تصنيف سيارة العام الكندية لعام 2014 ، تم اختيار مازدا 3 كأفضل سيارة صغيرة جديدة. اختارت مجلة The Car Guide الكندية مازدا 3 كأفضل سيارة مدمجة في تصنيفها لأفضل السيارات لعام 2015 و 2016.
في أوروبا ، يتم تقديم ثلاثة محركات سكاي اكتيف -G (بنزين) ، واحد 1.5 لتر واثنان 2.0 لتر (عند تصنيفين مختلفين للطاقة ، 120 حصان (89 كـو) و 165 حصان (123 كـو) ) ؛ ويتوفر محرك سكاي اكتيف -D ـ 2.2 لتر (ديزل). يختلف توافر أنماط هيكل هاتشباك وسيدان / صالون ومجموعاتها مع المحركات باختلاف الأسواق الأوروبية. في عام 2014 ، وصلت مازدا 3 إلى نهائيات مسابقة سيارة العام الأوروبية. بالنسبة لسوق المملكة المتحدة ، يتم تسويق مازدا 3 سيدان على أنها سيارة فاست باك fastback.
طُرحت نماذج تايلاند من مازدا 3 للبيع في 18 مارس 2014.
في المملكة المتحدة ، سجلت مازدا طراز BM كنموذج "BL" ، كما يتضح من وثيقة تسجيل V5c DVLA (وكالة ترخيص السائقين والمركبات).
تم الكشف عن نسخة مفهومية concept version من مازدا 3 ، بمحرك يعمل بالغاز الطبيعي المضغوط ، في عام 2013 في معرض طوكيو للسيارات.
في ماليزيا ، تم إطلاق الجيل الثالث من مازدا 3 لأول مرة في مارس 2014 وهو مستورد بالكامل من اليابان وكان متاحًا بنسخة 2.0 لتر سيدان. في أبريل 2015 ، أصبحت الإصدارات المجمعة محليًا من مازدا 3 متاحة للشراء. في أبريل 2017 ، تم إطلاق نسخة تحسين الواجهة حيث كانت سيدان GL و سيدان High و Hatchback هي الخيارات الثلاثة المعروضة.

### مازدا 3 سكاي اكتيف  ـ الهجينة
مازدا 3 سكاي اكتيف  - الهجينة هي نسخة من مازدا 3 بمحرك سكاي اكتيف -G 2.0 مع ضغط 14: 1 ومحرك بنزين كهربائي. تم الكشف عن السيارة في معرض طوكيو للسيارات 2013.

#### الإنتاج

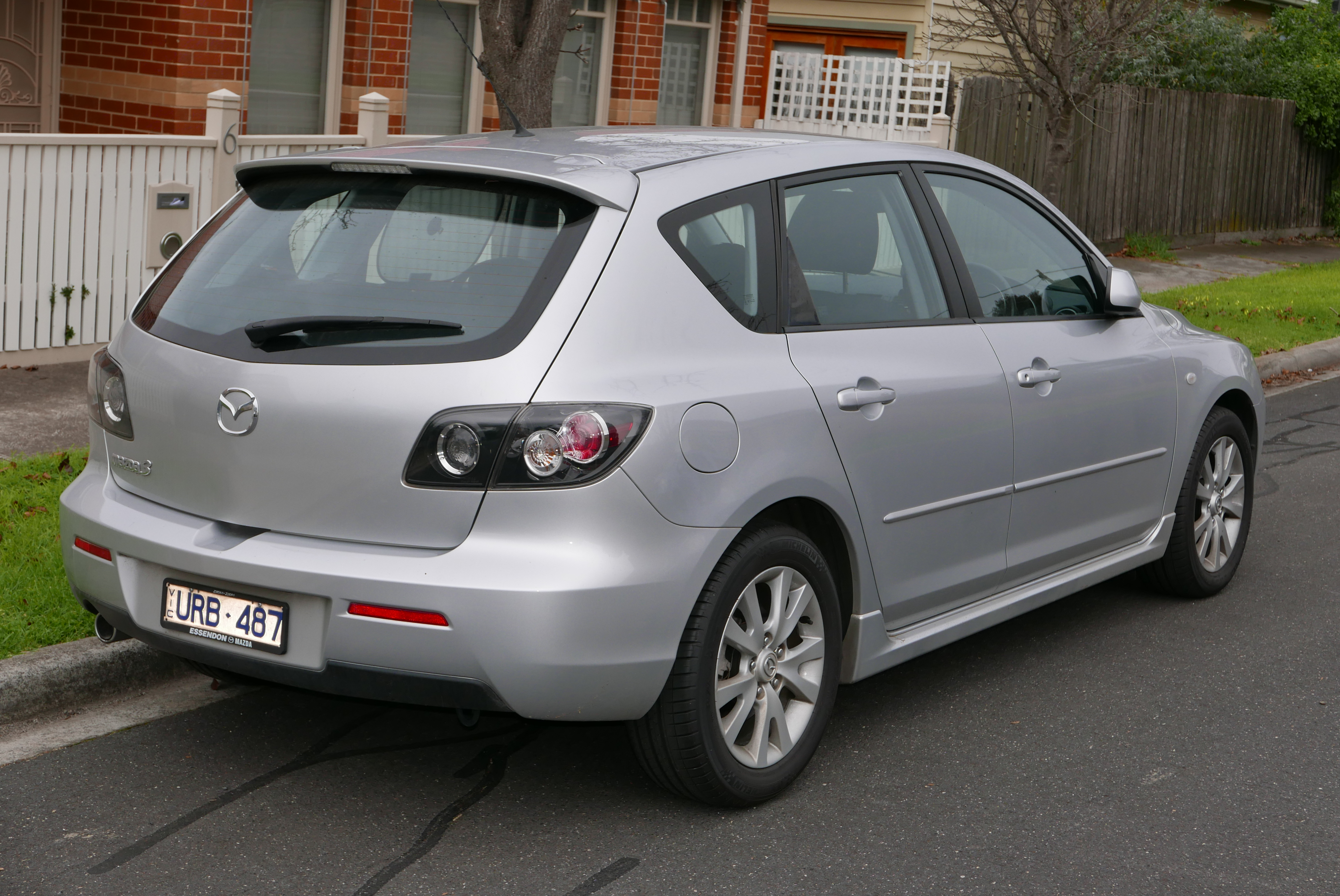
مازدا 3 ماكس سبورت في استراليا

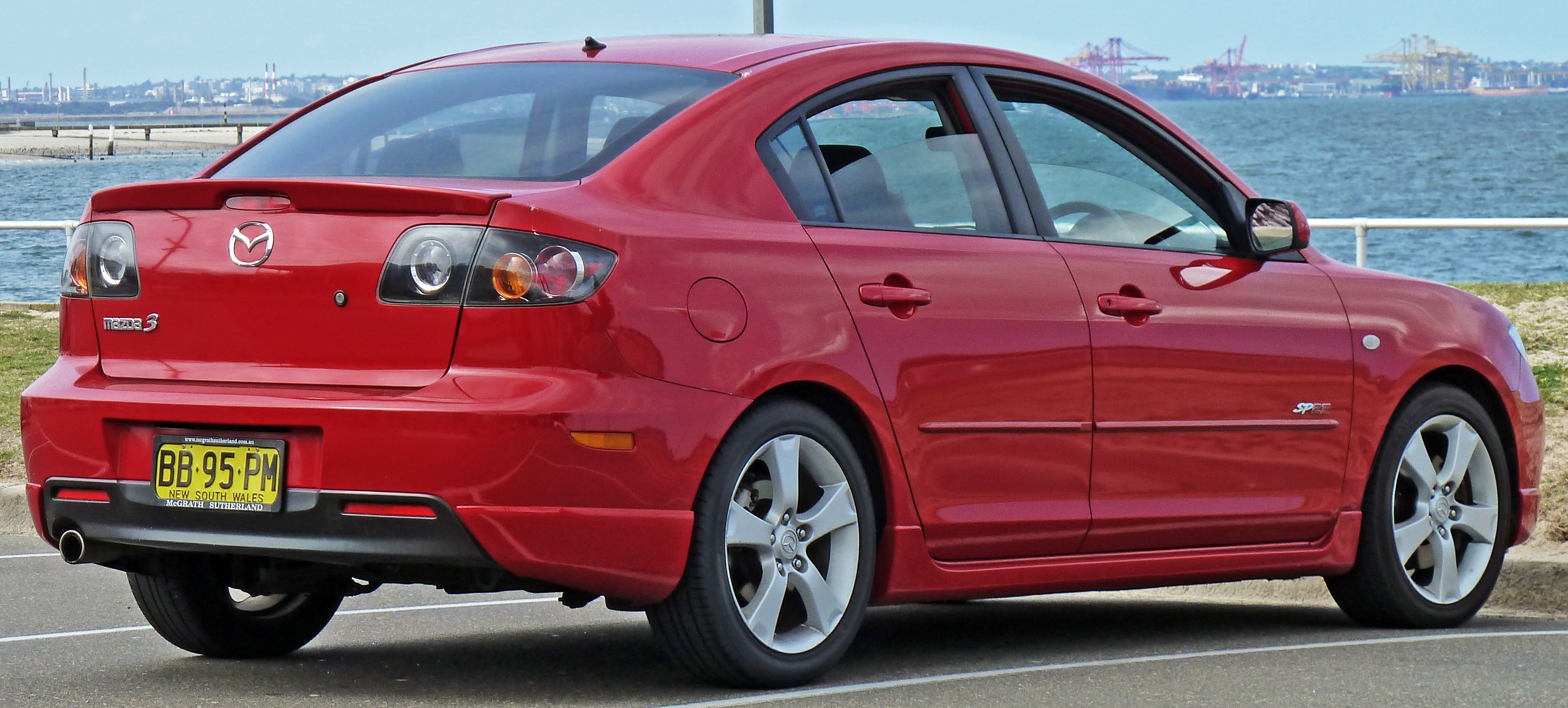
مازدا 3 SP23 سيدان في استراليا

تم إنتاج طرازات تايوان من مازدا 3 بواسطة شركة فورد ليو هو موتور Ford Lio Ho Motor Co.، Ltd.
بدأ إنتاج مازدا 3 سيدان في السوق الأمريكية في مازدا دي ماكسيكو فايكل أوبراشن (MMVO) في سالامانكا ، غواناخواتو في 7 يناير 2014 ، كأول طراز من سيارات الإنتاج في المصنع.
اعتبارًا من 22 يناير 2014 ، بلغ الإنتاج التراكمي من إنتاج مازدا 3 أربعة ملايين وحدة منذ يونيو 2003.
إنتاج مازدا 3 في السوق التايلاندي في شركة أوتواليانس (تايلاند) المحدودة بدأ في 14 مارس 2014. في غضون أشهر من الإصدار ، كانت السيارة الثالثة هي السيارة رقم 15 الأكثر مبيعًا في تايلاند.
| الموديل                                              | النمط                             | القوة و العزم @ دورة في الدقيقة                                        | إنبعاثات غاز ثاني أوكسيد الكربون (غرام / كم) |
| الموديلات الأوربية                                   | الموديلات الأوربية                | الموديلات الأوربية                                                     | الموديلات الأوربية                           |
| ---------------------------------------------------- | --------------------------------- | ---------------------------------------------------------------------- | -------------------------------------------- |
| G100                                                 | 1,496 سم3 (91.3 بوصة3) I4         | 100 حصان (74 كـو؛ 99 حصان)، 150 ن · م (111 رطل · قدم) @ 4000           | 119                                          |
| G120                                                 | 1,998 سم3 (121.9 بوصة3) I4        | 120 حصان (88 كـو؛ 118 حصان)، 210 ن · م (155 رطل · قدم) @ 4000          | 119                                          |
| G120 AT                                              | 1,998 سم3 (121.9 بوصة3) I4        | 120 حصان (88 كـو؛ 118 حصان)، 210 ن · م (155 رطل · قدم) @ 4000          | 129                                          |
| G165                                                 | 1,998 سم3 (121.9 بوصة3) I4        | 165 حصان (121 كـو ؛ 163 حصان) ، 210 ن · م (155 رطل · قدم) @ 4000       | 135                                          |
| CD150                                                | 2,191 سم3 (133.7 بوصة3) I4 diesel | 150 حصان (110 كـو؛ 148 حصان)، 380 ن · م (280 رطل · قدم) @ 1800         | 107                                          |
| CD150 AT                                             | 2,191 سم3 (133.7 بوصة3) I4 diesel | 150 حصان (110 كـو؛ 148 حصان)، 380 ن · م (280 رطل · قدم) @ 1800         | 127                                          |
| الموديلات الاسترالية                                 |                                   |                                                                        |                                              |
| Neo, Maxx, Touring                                   | 1,998 سم3 (121.9 بوصة3) I4        | 114 كـو (153 حصان)، 200 ن · م (148 رطل · قدم) @ 4000                   | N/A                                          |
| SP25, SP25 GT, Astina                                | 2,488 سم3 (151.8 بوصة3) I4        | 137 كـو (184 حصان)، 251 ن · م (185 رطل · قدم) @ 3250                   | N/A                                          |
| Astina diesel                                        | 2,191 سم3 (133.7 بوصة3) I4 diesel | 129 كـو (173 حصان), 420 ن·م (310 رطل·قدم) @2000                        | N/A                                          |
| الموديلات الأمريكية                                  |                                   |                                                                        |                                              |
| i SV (2014-2015), i Sport, i Touring, i غراند تورنيغ | 1,998 سم3 (121.9 بوصة3) I4        | 155 حصان (116 كـو) @6000, 150 رطل·قدم (203 ن·م) @4000                  | N/A                                          |
| s Touring, s غراند تورنيغ                            | 2,488 سم3 (151.8 بوصة3) I4        | 184 حصان (137 كـو) @5700, 185 رطل·قدم (251 ن·م) @3250                  | N/A                                          |
| الموديلات الكندية                                    |                                   |                                                                        |                                              |
| GX, GS, SE, 50th Anniv. Ed. (limited)                | 1,998 سم3 (121.9 بوصة3) I4        | 155 حصان (116 كـو) @6000, 150 رطل·قدم (203 ن·م) @4000                  | N/A                                          |
| GT                                                   | 2,488 سم3 (151.8 بوصة3) I4        | 184 حصان (137 كـو) @5700, 185 رطل·قدم (251 ن·م) @3250                  | N/A                                          |
| الموديلات التايلاندية                                |                                   |                                                                        |                                              |
| Entry (E), Core (C), High (S), High Plus (SP)        | 1,998 سم3 (121.9 بوصة3) I4        | 163 حصان (165 حصان ؛ 122 كـو) @ 6000، 155 رطل · قدم (210 ن · م) @ 4000 | N/A                                          |

### تحديث 2016/2017
تم تغيير الاسم الرمزي لسيارة مازدا 3 (BM) في أغسطس 2016 إلى مازدا 3 (BN). تتضمن التغييرات تصميمًا جديدًا للوحة القيادة وتصميمًا خارجيًا أماميًا وخلفيًا جديدًا (الأخير ، فقط في هاتشباك) ، وتم إسقاط خيار التحكم في ناقل الحركة الجديد الأول من نوعه والديزل. كما تم تحسين ميزات السلامة ومساعدة السائق ، بإضافة مستشعر التعرف على إشارات المرور  واكتشاف المشاة مع نظام الكبح قبل الاصطدام.
ظهر التحديث لأول مرة في أمريكا الشمالية لعام 2017. في الولايات المتحدة ، تم إسقاط ألقاب "i" و "s" ، تاركين مستويات تقليم Sport ـ (2.0L) و تورينغ ـ (2.5L) و غراند تورنيغ  ـ (2.5L).

### الجيل الرابع (BP ؛ 2019)
تم الكشف عن كل من مازدا 3 هاتشباك وسيدان 2019 في معرض لوس أنجلوس للسيارات 2018 في 28 نوفمبر 2018 ، وبدأت المبيعات العالمية في أوائل عام 2019. كلاهما لديه لغة تصميم KODO محسّنة على أساس سيارات مفهوم الرؤية  Vision concept cars. ولا سيما مفهوم كاي Kai. مع إطلاق هذا الجيل ، تم إسقاط لوحة الاسم "Axela" في السوق اليابانية كجزء من هيكل التسمية العالمي الجديد لشركة مازدا.

### المحرك وناقل الحركة
قد يكون الجيل الرابع من مازدا 3 مزودًا بمحرك اشتعال انضغاطي يتم التحكم فيه بشرارة ، يسمى سكاي اكتيف -X. ينتج المحرك سكاي اكتيف -X ذو سعة 2.0 ليتر قوة 180 حصان (ما يعادل 132.5 كيلو واط أو 178 حصان مكابح) وعزم دوران 224 نيوتن.متر (165 رطل.قدم). سيتم أيضًا تقديم إصدارات 1.5 و 2.0 و 2.5 لتر من خط محرك البنزين سكاي اكتيف  الحالي ، بالإضافة إلى محرك الديزل سكاي اكتيف -D سعة 1.8 لتر. تتكون خيارات النقل من دليل سكاي اكتيف -MT بست سرعات و سكاي اكتيف -Drive الأوتوماتيكي. كما أعلنت مازدا أنها ستطلق نسخة دفع رباعي من محرك البنزين سعة 2.5 لتر بشاحن توربيني ، وستكون مرتبطة حصريًا بناقل حركة أوتوماتيكي بست سرعات.

## رياضة السيارات
- تم تقديم مازدا 3 إلى تحدي السرعة العالمي في عام 2009.
- أدخل فريق ساهلن Sahlen سيارة مازدا 3 في فئة موالف شارع Street Tuner class لتحدي السيارات الرياضية للإطارات القارية في عام 2010.[78]
- أدخلت مازدا جنوب إفريقيا ، بالاشتراك مع MFC (دار تمويل السيارات) ، طرازين لمازدا 3 MPS في الفئة T من بطولة جنوب إفريقيا لإنتاج السيارات من 2007 إلى 2010.
- يتم استخدام مازدا 3 في فئة البذور NASCAR Stock V6 Series في المكسيك.[79]
- تم الإعلان عن برنامج مازدا 3 TCR 2020 في أكتوبر 2019 [80] ولكن تم إلغاؤه في أغسطس 2020 بسبب وباء فيروس كورونا.[81]

## المراجع

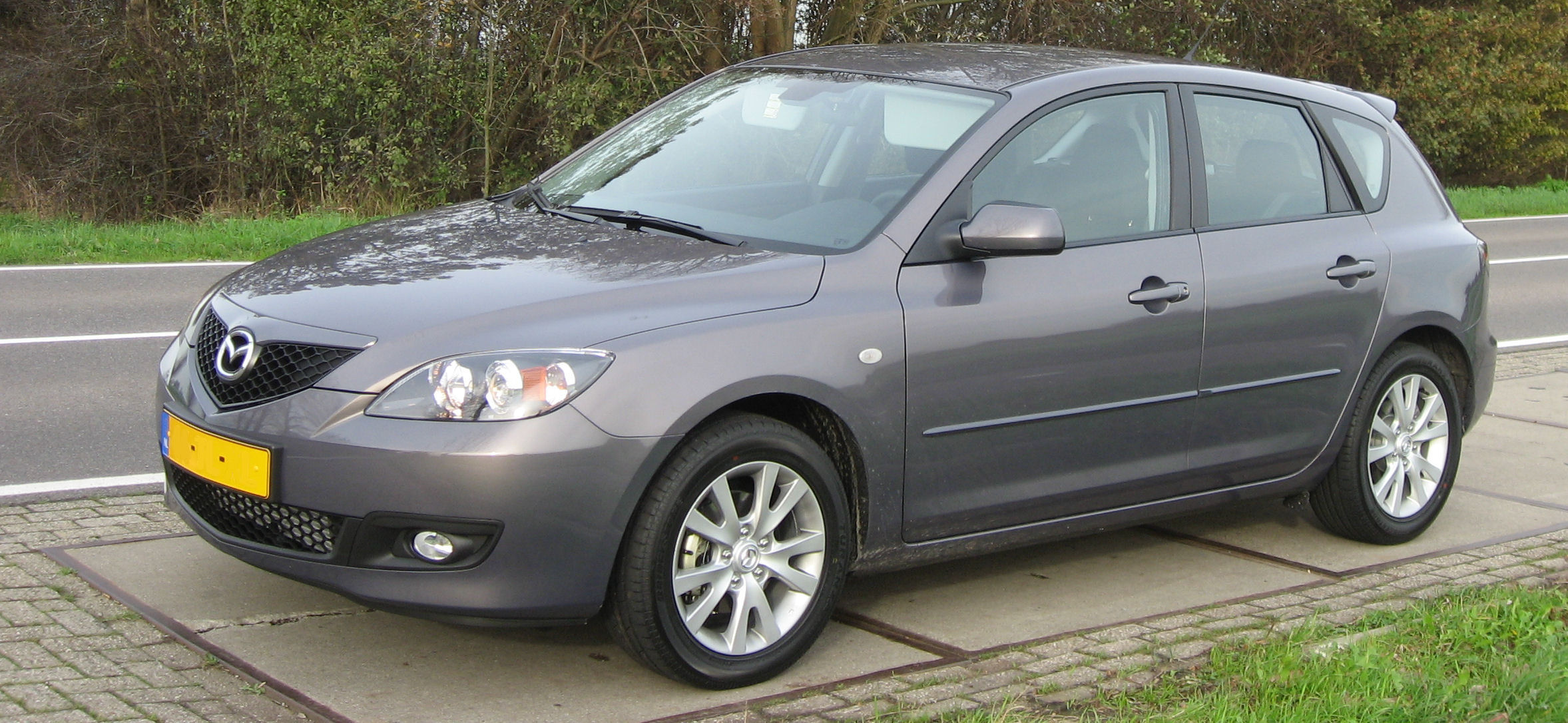
ـ2007-2009 ـ مازدا 3 CiTD Sport الاوروبية

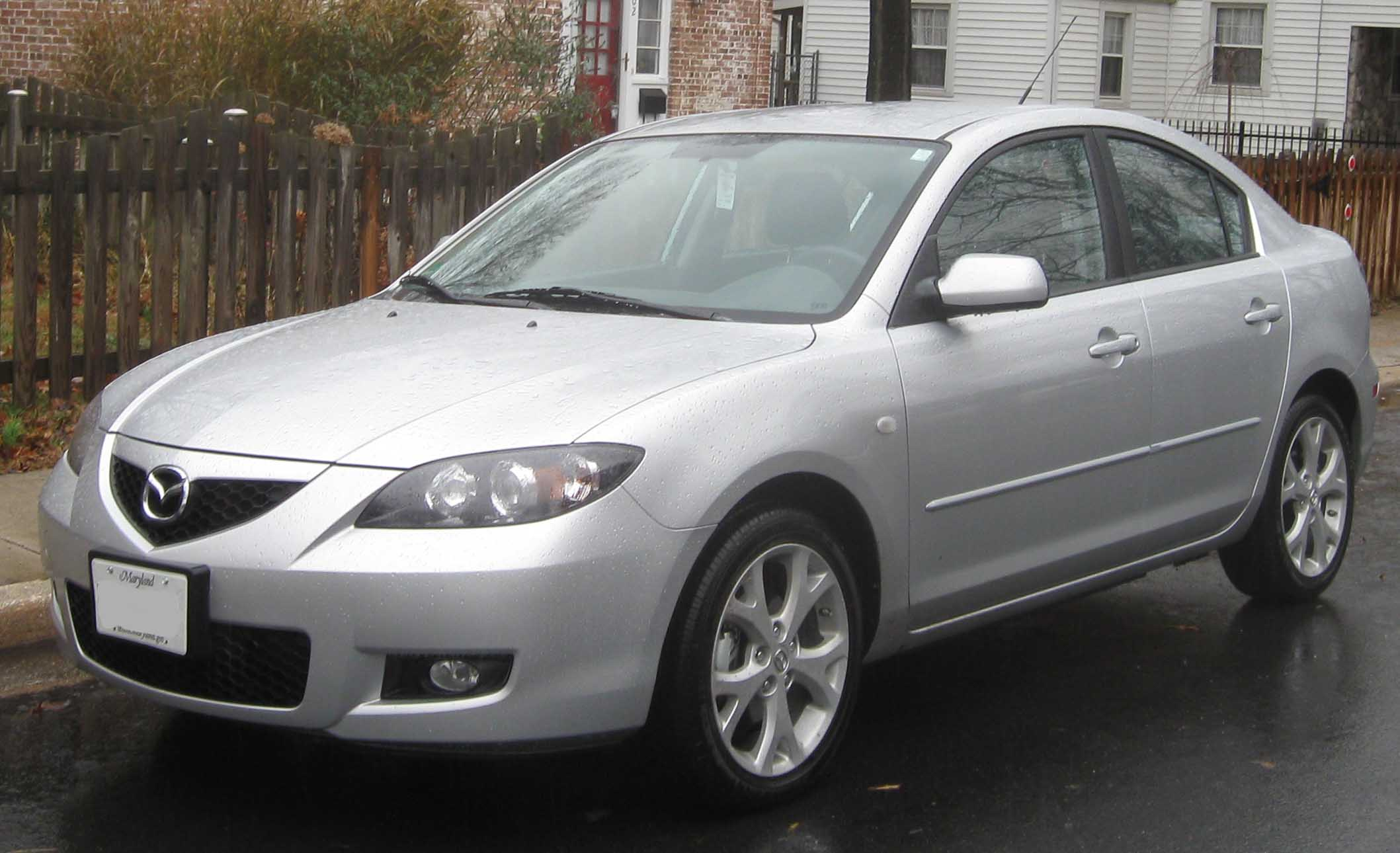
ـ2007-2009 ـ مازدا 3 سيدان في الولايات المتحدة

## المبيعات
| تقويم سنوي | الولايات المتحدة | أوروبا | كندا   |
| ---------- | ---------------- | ------ | ------ |
| 2003       | 2،081            | 5841   |        |
| 2004       | 76.080           | 68604  |        |
| 2005       | 97388            | 85267  |        |
| 2006       | 94438            | 74802  |        |
| 2007       | 120291           | 68291  |        |
| 2008       | 109957           | 49355  |        |
| 2009       | 96466            | 53.096 | 46943  |
| 2010       | 106353           | 49175  | 47،740 |
| 2011       | 102.417          | 34983  | 37224  |
| 2012       | 123361           | 25.027 | 39295  |
| 2013       | 104.713          | 24796  | 40466  |
| 2014       | 104،985          | 48،096 | 40974  |
| 2015       | 107،884          | 49766  | 34811  |
| 2016       | 95567            | 45889  | 27689  |
| 2017       | 75.018           | 43794  | 27862  |
| 2018       | 64638            | 38514  | 26728  |
| 2019       | 50741            | 34،874 | 21276  |

## روابط خارجية
- الموقع الرسمي
 (sedan)
- الموقع الرسمي
 (hatchback)

- Official USA مازدا 3 website
- Official UK مازدا 3 website
- Official Canadian مازدا 3 website